# عبد الله المنصور (سفير)
عبد الله المنصور هو دبلوماسي كويتي، يشغل منصب وكيل وزارة الخارجية للشؤون المالية والإدارية وشؤون الإنشاءات في وزارة الخارجية الكويتية.
شغل المنصور سابقًا منصب وكيل وزارة المالية للشؤون المالية. وفي عام 2005، انتُخب ليصبح أول كويتي يتولى منصب الأمين العام المساعد لجامعة الدول العربية لشؤون التدقيق. ثم أصبح ممثل الكويت في جامعة الدول العربية. وبعد ذلك، تولى منصب وكيل وزارة الخارجية للشؤون المالية والإدارية وشؤون الإنشاءات. كما شغل منصب نائب رئيس منظمة التعاون الإسلامي.